# Route nationale 2 (Madagaskar)
Route nationale 2 (N2) – to częściowo utwardzona droga krajowa o długości 149 km, biegnąca na terenie Madagaskaru. Zaczyna się w Antananarywie, w centrum kraju, natomiast kończy się w Toamasina, gdzie znajduje się ważny port handlowy.
Route nationale 2 jest w całości drogą utwardzoną.
Wzdłuż drogi często jeżdżą taksówki zbiorowe i busy

## Ważniejsze miejsca położone wzdłuż trasy
- Antananarivo
- Ambohimangakely
- Sambaina
- Ambanitsena
- Manjakandriana (48 km od Antananarywy)
- most na rzece Mangoro
- Moramanga (skrzyżowanie z N44)
- Analamazoatra i Park Narodowy Andasibe-Mantadia
- Beforona
- Antsampanana (skrzyżowanie z N11)
- Brickaville
- most na rzece Rianila
- Toamasina